# Joyce Chepkirui
Joyce Chepkirui (Bureti, 20 agosto 1988) è una mezzofondista keniota.

## Palmarès
| Anno | Manifestazione               | Sede           | Evento         | Risultato | Prestazione | Note                                     |
| ---- | ---------------------------- | -------------- | -------------- | --------- | ----------- | ---------------------------------------- |
| 2010 | Mondiali di mezza maratona   | Nanning        | Individuale    | 5ª        | 1h09'30"    |                                          |
| 2010 | Mondiali di mezza maratona   | Nanning        | A squadre      | Oro       | 3h26'59"    |                                          |
| 2011 | Giochi panafricani           | Maputo         | 1500 m piani   | Argento   | 4'13"71     |                                          |
| 2012 | Campionati africani di cross | Città del Capo | Corsa seniores | Oro       | 27'04"      |                                          |
| 2012 | Campionati africani di cross | Città del Capo | A squadre      | Oro       | 1h48'23"    |                                          |
| 2012 | Giochi olimpici              | Londra         | 10000 m piani  | dnf       | dnf         |                                          |
| 2014 | Giochi del Commonwealth      | Glasgow        | 10000 m piani  | Oro       | 32'09"35    | Miglior prestazione personale stagionale |
| 2014 | Campionati africani          | Marrakech      | 10000 m piani  | Oro       | 32'45"27    |                                          |

## Campionati nazionali
2012
- Argento ai campionati kenioti, 10000 m piani - 32'24"71
- Oro ai campionati kenioti di corsa campestre - 26'08"

2014
- Argento ai campionati kenioti, 10000 m piani - 32'33"19

2015
- Oro ai campionati kenioti, 10000 m piani - 32'08"00

## Altre competizioni internazionali
2010
- Oro alla Mezza maratona di Valencia ( Valencia) - 1h09'25"

2013
- 15ª alla Maratona di Londra ( Londra) - 2h35'54"

2014
- Argento in Coppa continentale ( Marrakech), 5000 m piani - 15'58"31

2015
- 10ª alla Maratona di Boston ( Boston) - 2h29'07"
- Oro alla Maratona di Amsterdam ( Amsterdam) - 2h24'11"

2016
- 4ª alla Maratona di New York ( New York) - 2h29'08"
- Bronzo alla Maratona di Boston ( Boston) - 2h30'50"